# باتوكا بهيرافا
باتوكا بهيرافا (بالإنجليزية: Batuka Bhairava)‏، هُم مجموعةٌ من الأربابِ الذين كانوا يُعبدون قبلَ بدءِ عبادةِ شيفا، وذلك وفقًا لما جاءَ في نصِّ بوارانا شيفا [الإنجليزية]. وهم بالأصلِ أبناءٌ لأحدِ البراهمةِ الولهين بعبادةِ شيفا. ومن أجل إخلاص هذا البراهماني بعبادته، ورضاه عمَّا هو فيه، فقد أنعم شيفا على أبنائه بأن خلع عليهم مكانة إلهية. وإنَّ الذي يرغب في عبادته -أي شيفا- يجب عليه أن يعبد هؤلاء الأرباب في المقام الأول. ولذلك، دُعي هؤلاء الأرباب باسم "باتوكا بهيرافا". حيث كلمة "باتوكا" تعني حرفيًا: "مَن هو ابن براهمين".